# Barform
Barform steht seit dem 19. Jahrhundert für die Form der mittelalterlichen Kanzonenstrophe. Ursprünglich bezeichnete Bar im Sprachgebrauch der Meistersinger ein mindestens dreistrophiges Meisterlied. Aufgrund einer missverständlichen Überlieferung durch Johann Christoph Wagenseil bezog Richard Wagner in seinen Meistersingern den Terminus Bar nicht auf das ganze Lied, sondern auf eine einzelne Strophe, was den Wandel von der historisch korrekten zu der heute üblichen Bedeutung als Strophenform auslöste.
In weiterer Verallgemeinerung bezeichnet der Begriff heute denjenigen Bau eines beliebigen musikalischen Zusammenhangs, der durch das Schema A–A–B beschrieben werden kann. In der deutschen Melodik spielt die so verstandene Barform eine herausragende Rolle.

## Die Form und ihre Varianten
Eine Barstrophe (Formschema A-A-B) setzt sich zusammen aus dem
- Aufgesang, bestehend aus
  - dem Stollen (A) (auch Gesätz genannt)
  - und dem metrisch und musikalisch gleichen Gegenstollen (auch Gebäude genannt).
- Abgesang (B), der eine Weiterentwicklung ohne zwangsläufige Bezugnahme auf das Vorausgegangene darstellt. Nicht selten wird am Ende des Abgesangs der Stollen ganz oder teilweise wiederholt (Reprisenbar).

Viele alte und moderne Choräle (im Sinne von Kirchenlied) richten sich in der Melodie einer Strophe nach der Barform mit dem Schema
| A | A | B |

Beispiel: Wachet auf, ruft uns die Stimme
Der Text ist in der Regel frei von Wiederholungen. Nahezu immer gilt für die Anzahl der Takte A ≤ B ≤ AA.
Ein Beispiel aus der Romantik ist Aufschwung aus den Fantasiestücken für Klavier von Robert Schumann.
Die Barform unterscheidet sich vom ähnlich gebauten musikalischen Satz dadurch, dass Stollen und Gegenstollen nicht nur ähnlich, sondern gleich sind, und dass die letzte Phrase immer auf der Tonika endet.

### Gegenbarform
Die Gegenbarform trägt den wiederholten Teil zum Schluss:
| A | B | B |

### Reprisenbarform
Die Reprisenbarform wiederholt als Abschluss den Stollen ganz oder teilweise als Reprise:
| A | A | B | A |

Beispiel: Es ist ein Ros entsprungen